# Мадьяр, Балинт
Балинт Мадьяр (венг. Magyar Bálint, р. 15 ноября 1952, Будапешт) — венгерский политик, социолог, депутат парламента и министр. Один из основателей, и в 1998—2000 лидер, Альянса свободных демократов (SzDSz).
Его книга «Magyar polip — A posztkommunista maffiaállam» (2013) описывает современную Венгрию как мафиозное государство.

## Биография
Окончил в 1977 курс социологии и истории в Университете им. Этвёша. С 1977 до 1990 года он работал преподавателем в университете.
Соучредитель Альянса свободных демократов. По списку этой партии в 1990 году впервые был избран в Национальные Собрания. Переизбирался в 1994, 1998, 2002 и 2006 годах. С января 1996 по июль 1998 года был министром образования и культуры, с мая 2002 года по июнь 2006 года вновь возглавлял министерство образования. С января 2007 по апрель 2008 года занимал должность государственного секретаря в канцелярии премьер-министра, ответственного за политику в области развития.
В 2008—2012 годах входил в состав Совета управляющих Европейского института инноваций и технологий.

## Работы
- Magyar B. Magyar polip — a posztkommunista maffiaállam. Noran Libro, 2013.
- Мадьяр Б. Анатомия посткоммунистического мафиозного государства: На примере Венгрии / Пер. с венг. П. Борисова. — М.: Новое литературное обозрение, 2016.
- Мадьяр Б., Мадлович Б. Посткоммунистические режимы: концептуальная структура / Пер. с венг. Ю. Игнатьевой. В 2 тт. — М.: Новое литературное обозрение, 2022.